# Gare de Keikyū Kamata
La gare de Keikyū Kamata (京急蒲田駅, Keikyū Kamata-eki) est une gare ferroviaire de la ville de Tokyo au Japon. La gare est exploitée par la compagnie Keikyū.

## Situation ferroviaire
Gare d'échange, elle est située au point kilométrique (PK) 8,0 de la ligne principale Keikyū. Elle marque le début de la ligne Keikyū Aéroport.

## Histoire
La gare de Keikyū Kamata a été inaugurée le 1er février 1901.

## Service des voyageurs

### Accueil
La gare dispose d'un bâtiment voyageurs, avec guichets, ouvert tous les jours.

### Desserte
- Ligne principale Keikyū :
  - voies 1 à 3 : direction Yokohama et Misakiguchi
  - voies 4 à 6 : direction Shinagawa et Sengakuji (interconnexion avec la ligne Asakusa pour Oshiage)
- Ligne Keikyū Aéroport :
  - voies 1 et 4 : direction Aéroport de Haneda